# 劉以煥
劉以煥（1560年—？），字章卿，號完自，江西吉安府安福縣人，民籍，明朝政治人物。

## 生平
萬曆十三年（1585年）乙酉科江西鄉試五十九名，萬曆十四年（1586年）丙戌科會試一百十三名，登二甲第四十九名進士。吏部观政，十五年十月授南京刑部主事，十六年十二月御史陈扬善弹劾其受贿枉断李镗一事，被革职听勘。十七年二月勘明復職，丁憂歸。二十年復除工部主事，二十三年升员外郎，升郎中，本年出为武昌府知府，二十六年調開封知府，二十八年升河南按察司副使，二十九年正月拾遗，调简僻。

## 家族
曾祖劉漢，曾任生員；祖父劉高；父劉遜，曾任生員。前母彭氏；母蕭氏。具庆下。兄以和、以讓、以簡、以綸、以芳。弟以諫、以傑。